# Milagro de los peces

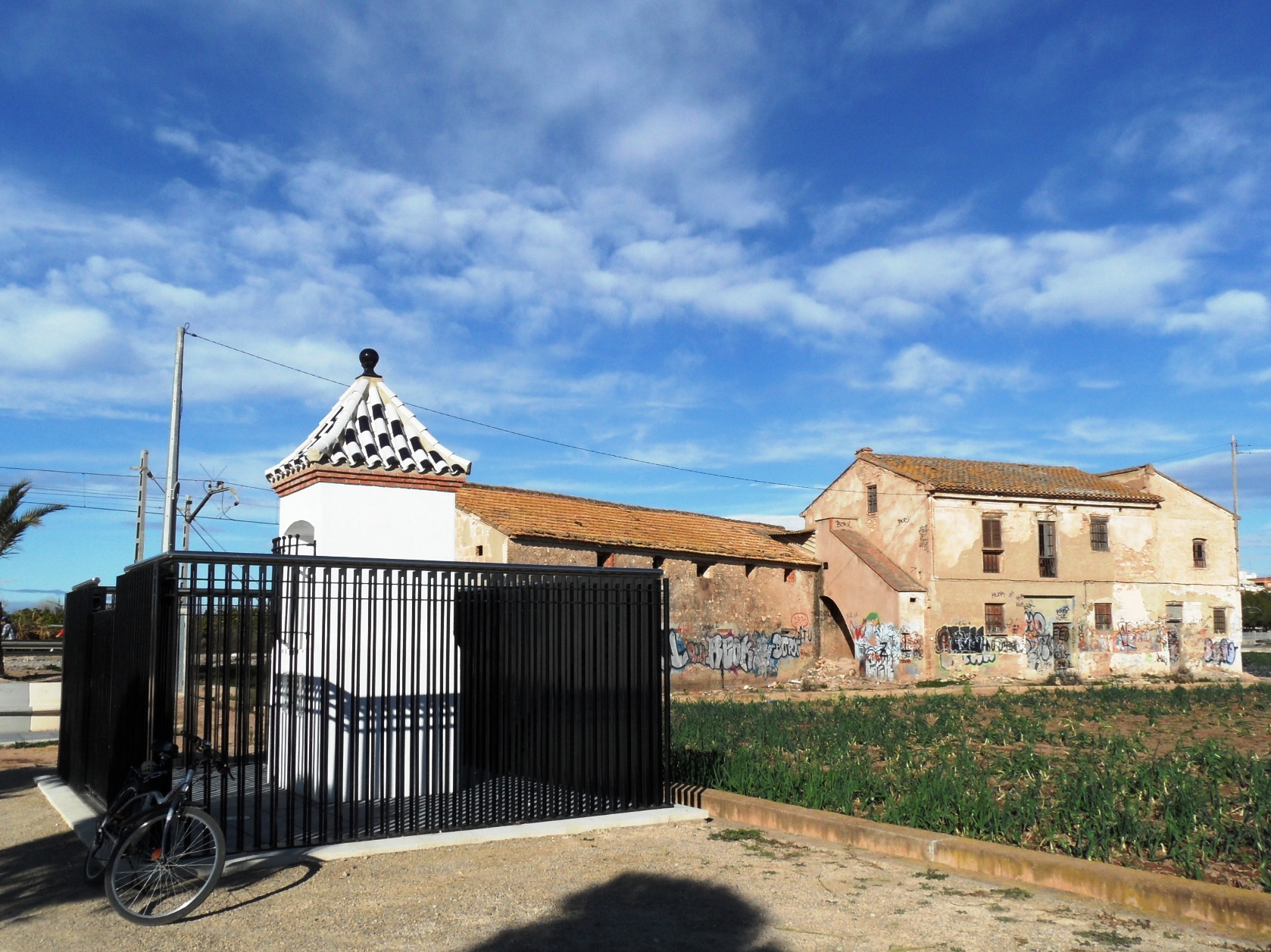
Capelleta dels Peixets, al borde del Carraixet, en Almácera, muy cerca del límite con Alboraya.

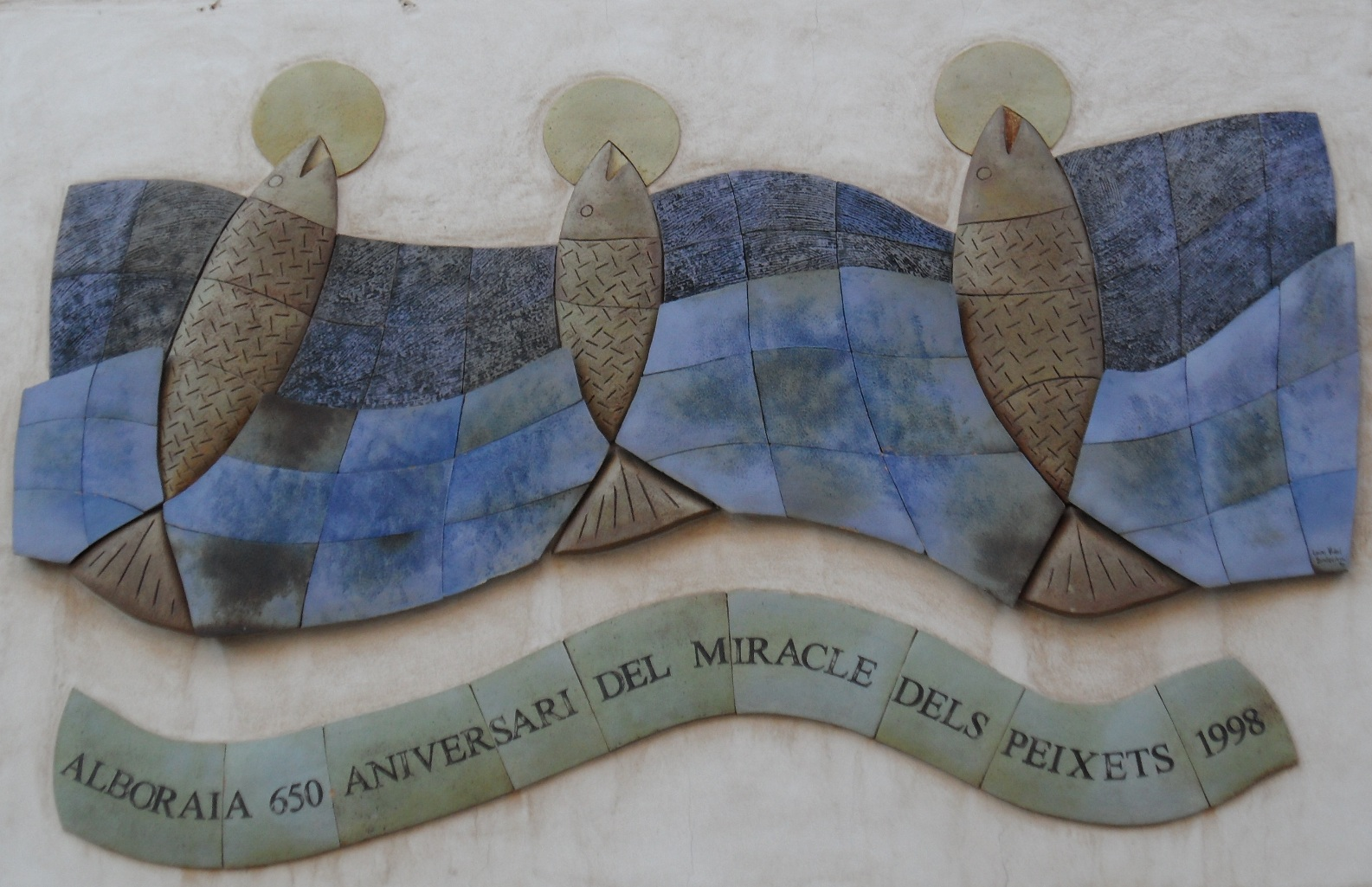
Placa en conmemoración del 650 aniversario del milagro, en la iglesia de la Asunción de Nuestra Señora de Alboraya.

El milagro de los peces (en valenciano miracle dels peixets) fue un acontecimiento religioso que, según la tradición, tuvo lugar en julio de 1348 entre los actuales municipios de Alboraya y Almácera (Huerta Norte, Valencia). El milagro se conmemora con una romería el lunes de Pentecostés a la ermita erigida en recuerdo de tal suceso. 
Según la leyenda, un converso llamado Hassam-Arda, que estaba gravemente herido, llamó al cura de Alboraya (ya que Almàssera pertenecía entonces eclesiásticamente a esa localidad) para recibir el Santo Viático. El parróco, al ir a cruzar el Carraixet, que venía crecido por una fuerte lluvia, cayó al agua junto a su caballo, perdiendo la arqueta donde contenía las sagradas formas. El religioso decidió volver a Alboraya, y más tarde acudieron a él unos labradores diciendo que habían visto unas luces brillantes en el barranco, que resultaron ser tres peces con las formas en la boca. Así pues, el párroco recogió dichas formas con un cáliz, que se conserva en Alboraya, mientras que la arqueta está custodiada en Almàssera. Existe una polémica sobre si el cura iba a Almàssera o volvía de allí, centrada en que si iba a Almàssera llevaría tres formas y si volvía, llevaría dos.[cita requerida] Por tanto, en el escudo de Alboraya aparecen tres peces y en el de Almássera, dos.
A raíz de este suceso, Almàssera solicitó al obispo de Valencia una parroquia propia, cosa que consiguió en 1352 gracias a la mediación de Hug de Fenollet.